# Osel
Osel (Asinus) je podrod zvířat z čeledi koňovitých (Equidae), typických nenápadným zbarvením a ušima, které jsou delší než uši koní a zeber. Rod zahrnuje tři divoce žijící druhy – osla afrického, osla asijského a kianga. Domestikací dnes vzácného osla afrického vznikl osel domácí.

## Charakteristika
Oslové patří mezi lichokopytníky. Stavbou těla se podobají primitivním druhům koní. Mají poněkud kratší nohy a větší hlavu, osel africký pak představuje „typického“ osla s dlouhýma ušima. Hřebec měří v kohoutku kolem 122 cm, klisna přibližně 115 cm. Všechny druhy oslů mají na hřbetě úhoří pruh, časté je také tmavé zebrování končetin. Asijské druhy oslů, osel asijský a kiang, se více podobají koni a bývají označováni také jako poloosli.
Jsou nenároční na potravu, divocí osli obývají odlehlé, často pouštní oblasti – oblast východní Afriky směrem na jih. Mláďata lze odstavit dříve než hříbata. Na svém hřbetě dokáže unést neuvěřitelně těžký náklad – až 300 kg. Ve volné přírodě se dožívají 10–15 let, v zajetí i 40 let.
Asijský osel dokáže běžet rychlostí až 70 km/hod.

## Způsob života

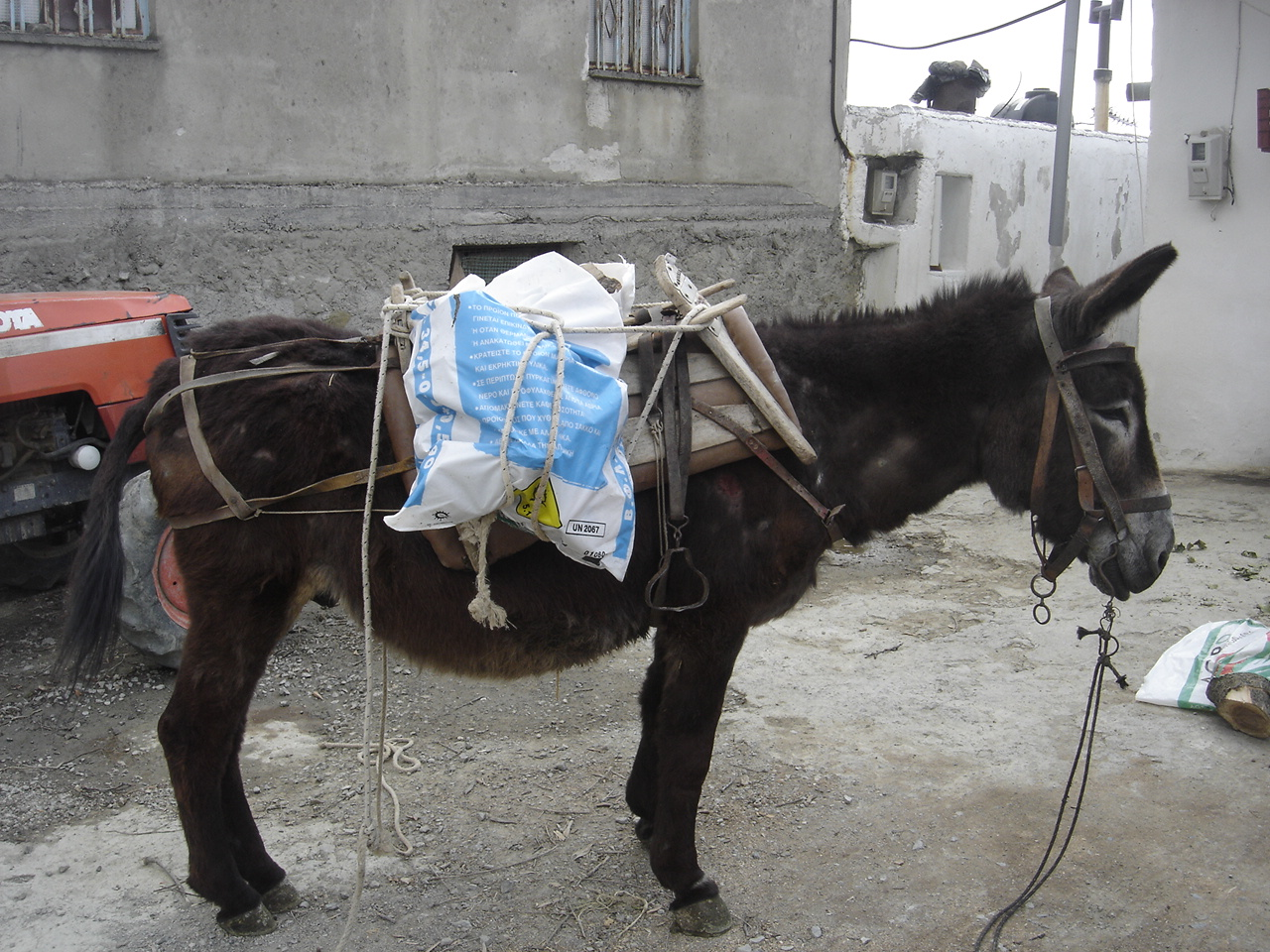
Osel se využívá pro dopravu a přenos nákladu

Oslové jsou společenskými zvířaty, která žijí ve stádech čítajících 2 až 30 jedinců. Vůdcem je vždy samec. Oproti tomu má vůdčí klisna na starosti veškeré denní činnosti. Zároveň si udržuje odstup od ostatních, podřízených klisen. Při přesunu skupiny jde vůdčí klisna vepředu, následují ostatní klisny podle svého postavení a průvod obvykle uzavírá hřebec. Podobným způsobem života žijí také zebry.

### Souboje oslích samců
Souboje hřebců jsou velmi tvrdé. Samec se tváří zarputile, vycení zuby, hlavu zvedne vzhůru a uši mírně sklopí dozadu. Oba aktéři kolem sebe krouží a vyčkávají na soupeřův první útok. Mezi nejmírnější formu boje patří přetlačování krky. Oslové stojí proti sobě či vedle sebe a krkem se snaží přitlačit soupeřovu hlavu k zemi. Může ale také docházet k pokousaní. V tomto případě se hřebec snaží zasáhnout protivníkovi přední nohy. Rozlícený hřebec umí velmi silně a bolestivě kousnout.

## Potrava
Jeho potravu tvoří převážně trávy, různé byliny a někdy i tuhé listí křovin. Svými zuby dokáže rozdrtit i značně tuhé části rostlin. Na oslích stoličkách můžeme pozorovat vysoké korunky. Ty se však rychle opotřebovávají, proto dochází k jejich růstu během celého života jedince. Jelikož často obývá oblasti s nedostatkem vláhy, musí za vodou a potravou neustále putovat. Charakteristické pro něho je, že vidí dobře ve tmě. Je tedy možné ho v noci pozorovat při pastvě.

## Rozmnožování
Mláďata přichází na svět zjara nebo počátkem léta po jedenácti měsíčním vývoji v děloze matky. U samice nastupuje březost pouze jednou za dva roky a vrhá jen jednoho potomka. Hříbě je schopné samostatného pohybu již po dvou hodinách. Jeho nevýhodou je rychlý nástup unavenosti. Proto hledá skrýš v hustším porostu hlídán matkou, která se většinou pase opodál. Po dvou týdnech života je schopné následovat stádo při útěku. Ve stáří jednoho měsíce již se nachází pravidelně v přítomnosti celého stáda. Mládě saje mateřské mléko celý rok, ale bylo by schopné se bez něho obejít již ve 4. měsíci života.
Klisny dorůstají pohlavní zralosti ve třech letech, hřebci o rok později. Ve volné přírodě se dožívají 10–15 let, v zajetí i 40 let.
V zajetí může docházet také ke vzájemnému křížení osla a koně. Pokud dojde k páření oslího samce a klisny koně narodí se mula. Naproti tomu mezek je potomkem oslice a hřebce koně. Tito potomci bývají často silní a odolní.

## Historie

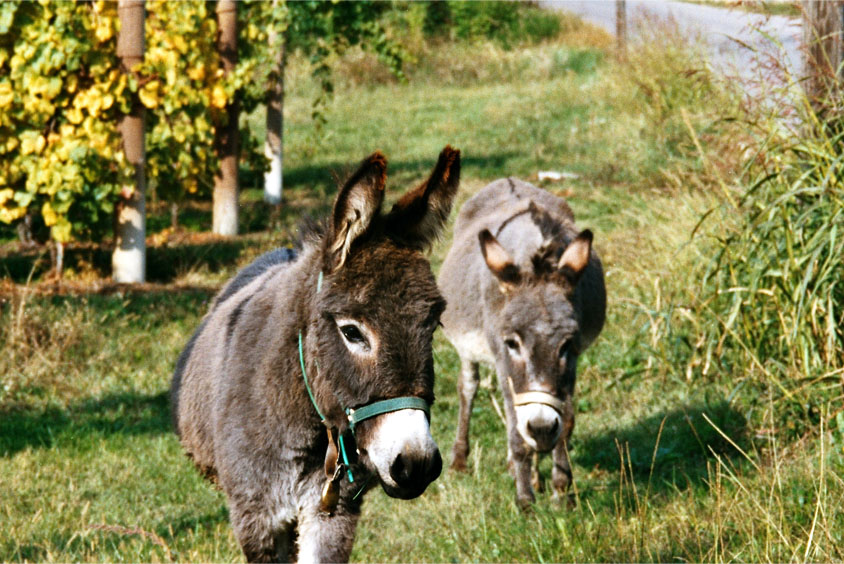
Osli

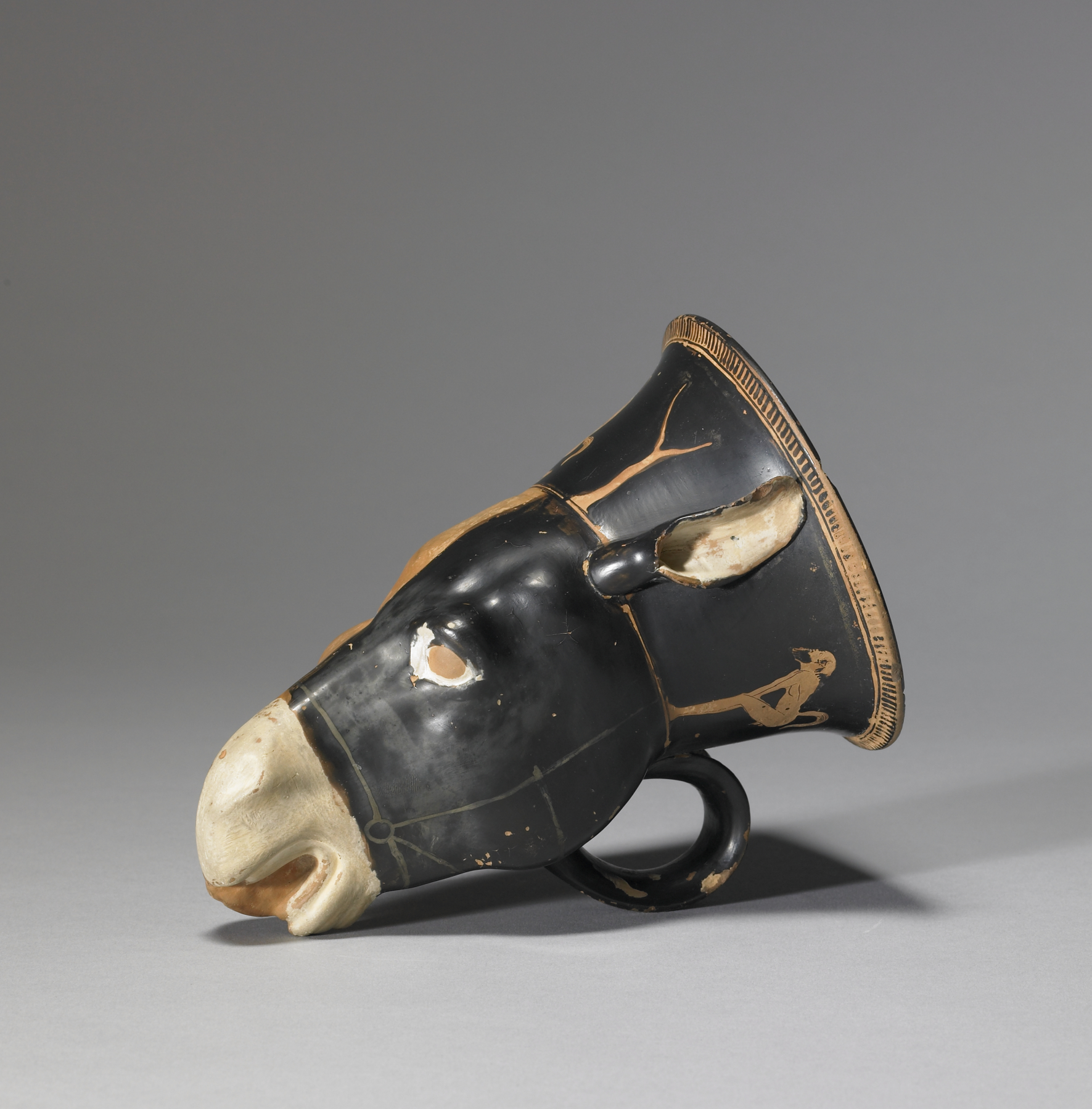
starořecký keramický rhyton ve tvaru oslí hlavy, 5. stol. př. n. l.

České slovo osel je příbuzné s názvy osla v jiných indoevropských jazycích, např. německy Esel, anglicky ass, latinsky asinus, řecky onos, arménsky eš. Příbuzné je však i hebrejské aš nebo  turecké eşek. Společným zdrojem, z něhož název tohoto zvířete přejaly indoevropské jazyky, turečtina i hebrejština je asi sumerské slovo pro osla znějící anšu.
Po celá tisíciletí byl osel využíván jako silné, houževnaté, pracovité a nenáročné zvíře. Je schopný nést velmi těžký náklad na dlouhé vzdálenosti s minimálními nároky na množství i kvalitu vody a potravy.
Ještě nedávno se s ním Středoevropané mohli setkat pouze při cestách na Jadran či Balkán. Dnes se ale začíná toto zvíře chovat i v České republice.[zdroj?] Spíše ale jako domácí mazlíček[zdroj?] k zábavě či práci na domácích farmách.
Domestikovaly ho národy žijící v povodí Nilu. Nejznámějším druhem je zde osel núbijský. Kriticky ohrožen vyhubením je osel somálský. K jeho záchraně přispívá i chov v zoo – v Česku v Brně, Dvoře Králové nad Labem, Hodoníně, Liberci a Ústí nad Labem.
S oslem divokým se ve volné přírodě dnes již nesetkáme. Je vyhuben. Posledních 115 kusů přežívá v zoologických zahradách. Jejich hodnota je samozřejmě nevyčíslitelná.
V období předdynastického Egypta byli oslové uctíváni. V roce 2002 byly v Abydosu (480 kilometrů na jih od Káhiry) nalezeny ostatky deseti oslů domácích. Pocházejí z doby asi tři tisíce let před naším letopočtem. Ostatky oslů byly umístěny v místech ceremoniální nekropole. Zde se podle tradičních představ pohřbívali dvořané. Z toho jasně vyplývá vysoký status oslů v tehdejším Egyptě. Kostry soumarů zde nalezených svědčí o tom, že se jednalo o zdravé jedince. Podle opotřebení kostí, kloubů i chrupavek je ale jasné, že byli určení k těžké a mnohaleté práci. Člověk, který měl na rameni nožem vyřezaný hieroglyf osla, měl být údajně chráněn před zlým osudem.

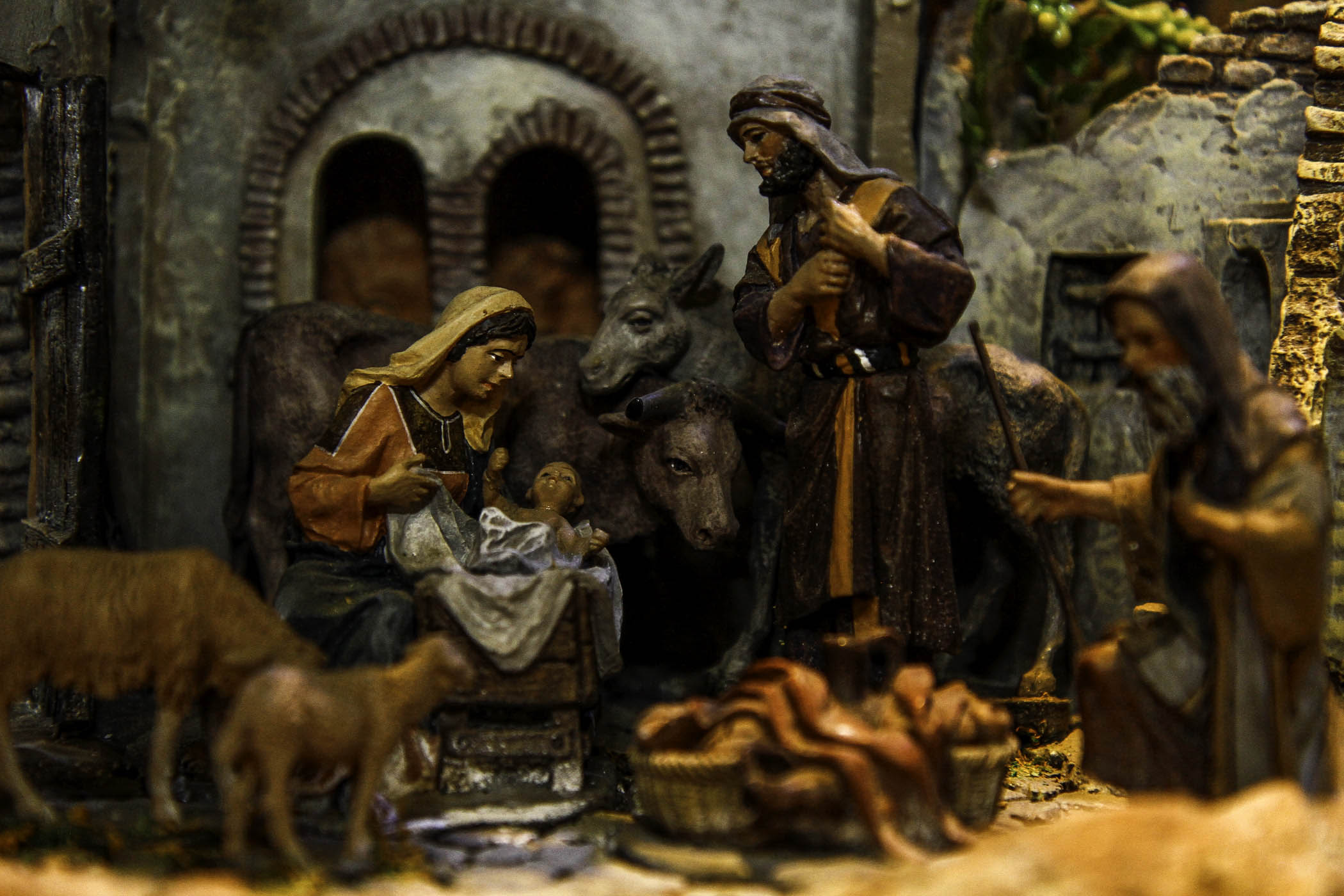
Betlém s postavičkou osla vpravo vzadu

Také na starověkém Předním východě byl osel důležitým domácím zvířetem. Staří Sumerové zapřahali osly do válečných vozů, jak o tom svědčí slavná standarta z Uru. Oslí karavany měly v Mezopotámii rozhodující význam pro pozemní dopravu. O významu osla pro život ve starověké Mezopotámii svědčí fakt, že kůň byl v akkadštině označen jako „osel z hor“ a velbloud jednohrbý jako „osel od jižního moře“. Osel je mnohokrát zmiňován v Bibli, převážně v pozitivním kontextu. Izraelité osla sice pokládali za nečisté zvíře, takže nesměl být obětován ani pojídán, ale vážili si ho. Stejně jako Sumerové používali osly i k zápřahu do válečných vozů. Osel byl symbolem hebrejského kmene Isachar. Známý je příběh o Bileámově oslici, kterou její pán zbil za to, že poklekla před andělem. Oslice se v této legendě projevuje jako pokorný tvor, oddaný Stvořiteli, zatímco její pán je zaslepený hlupák. Budoucí král Saul se setkal s prorokem Samuelem poté, co se vydal hledat zatoulané osly. Izajáš a Zachariáš předpověděli, že Mesiáš přijede na oslu, což se naplnilo v Novém zákoně, když Ježíš o květné neděli vjel do Jeruzaléma na mladém oslu. Osel, spolu s volem, svým dechem zahřívali malého Ježíška v betlémských jeslích, tento motiv sice zmiňují jen apokryfní evangelia, je však všeobecné vžitý v souvislosti s vánočními betlémy. Rovněž při útěku do Egypta před Herodovými vojáky doprovázel svatou rodinu osel. V křesťanství vystupuje osel jako symbol pokory, trpělivosti a mírnosti (podobně jako beránek, i když na rozdíl od něj není přímo ztotožňován s Kristem).
Staří Řekové si osla příliš nevážili, spatřovali v něm zvíře nízké, líné a vychytralé, ale v případě nutnosti také vytrvalé a trpělivé. Takto osla popisují např. Ezopovy bajky. Osel byl v antice spojen i s temnými silami, zvláště s bohyní noci a čarodějnictví Hekaté. Hekatině služebnice (případně dcera) byla v řecké mytologii čarodějnice Empúsa s oslími kopyty. Také slavný román Zlatý osel římského autora Apuleia nebo novela Lúkis řeckého satirika Lúkiána představují osla jako zvíře spojené s magií. V obou případech je hlavním hrdinou muž, který se seznámí s čarodějnicí a vlastní neopatrností se proměnil v osla. Králi Midasovi zas narostly oslí uši, podobný motiv se objevuje i u K. H. Borovského v básni Král Lávra inspirované starou irskou pověstí. Symbol plodnosti v oslovi spatřovali staří Římané, kteří osla zasvětili bohům Priapovi a Silénovi. Naproti tomu staří Peršané si osla vážili a uctívali ho. Ve staroindické bajky a pohádkách ze sbírek Hitopadéša a Paňčatantra vystupuje osel jako trpělivé, ale i přihlouplé zvíře. Hinduistické bohyně Šítala a Kálratri bývají zobrazovány jedoucí na oslu.
Kosmova kronika popisuje obětování osla starými Čechy v pohanském období, není však jisté, zda staří Slované osla skutečně obětovali, protože byl v raném středověku severně od Alp chován jen výjimečně. Ve středověku začal být osel stále více pokládán za hloupé a nerozhodné zvíře, jak o tom svědčí podobenství o Buridanovu oslu nebo bláznivá satira Brunellus ze 12. století. Sv. Hildegarda z Bingenu napsala, že oslí maso nelze jíst, protože páchne oslí hloupostí. V éře čarodějnických procesů byl osel pokládán vedle kozla a kocoura za jednou z podob, jíž na sebe mohl brát Ďábel při sabatu čarodějnic.
Ve středověku a raném novověku byla oblíbeným tělesným trestem pro různé nemravy či podvodníky oslí jízda. Při tomto trestu byl odsouzenec se zatíženýma nohama posazen na dřevěného osla s ostrým hřbetem, který se mu zařízl hluboko do rozkroku. Tento trest byl nejen bolestivý, ale, vzhledem k souvislosti s oslem, také ponižující.
Představy o oslí hlouposti se ještě posílily za renesance. O další degradaci osla na symbol tuposti a nemravnosti se postaral Shakespeare ve svém Snu noci svatojánské, zatímco Cervantes zobrazuje osla, na němž jezdí Sancho Panza jako omezeného, ale trpělivého a klidného dobráka. Osel byl ve středověku a raném novověku symbolem bláznů a dvorních šašků, šašci někdy nosili čepici s oslíma ušima. V příbězích o Eulenspieglovi vystupuje osel jako šprýmařův přítel a pomocník, který Eulenspieglovi slouží k provádění taškařic a bláznivých kousků. Z podobného důvodu byl v 18. a 19. století ve školství používán obrázek osla nebo čepice s oslíma ušima jako trest pro neposlušné nebo nechápavé školáky.
Teprve od 19. stol. začíná být osel pojímán jako hodné a sympatické zvíře, o čemž svědčí např. oslík Ijáček z Milneho Medvídka Pú nebo oslík Stříbrňák z románu španělského spisovatele Jiméneze. Kolem roku 1870 se stal osel ve Spojených státech symbolem Demokratické strany, původně v důsledku karikatur kreslíře Thomase Nasta. V současnosti je jedním z nejpopulárnějších fiktivních oslů bezesporu upovídaný ušák z pohádek o Shrekovi.

## Jiné významy slova
Slovo osel se v přeneseném významu používá i jako nadávka, zejména při označení pomalu chápajícího nebo hloupého člověka. Vizte též anglickou variantu Jackass.